# Edwin Argo
Edwin Argo   (comtat de Clay, 22 de setembre de 1895 - Shreveport, 10 de març de 1962) va ser un genet estatunidenc que va competir durant la dècada de 1930.
El 1932 va prendre part en els Jocs Olímpics d'Estiu de Los Angeles, on va disputar dues proves del programa d'hípica. En el concurs complet per equips guanyà la medalla d'or, mentre en el concurs complet individual fou vuitè.
Estudià a l'Institut Politècnic d'Alabama, on es graduà en enginyeria elèctrica. Tot seguit entrà a l'exèrcit i es graduà a West Point. Va servir com a tinent durant la Primera Guerra Mundial. Es va retirar de l'exèrcit el 1944 com a coronel, moment en què passà a ensenyar ciències i tàctiques militars a la Universitat Estatal de Louisiana.